# Une épatante aventure de Jules
 (octobre 2020).
- Si vous ne connaissez pas le sujet, laissez ce bandeau (vous pouvez alors contacter les auteurs).
- Si vous supprimez le contenu mis en cause (vous pouvez préalablement contacter les auteurs),

argumentez précisément cette suppression dans la page de discussion
(un manque de référence n'est pas un argument ; une recherche réelle de référence doit avoir été effectuée, être formellement documentée).
Une épatante aventure de Jules, ou simplement Jules, est une série de bandes dessinées de l’auteur Émile Bravo, créée en 1999 et éditée aux éditions Dargaud.

## Analyse
Dans une entrevue, Émile Bravo explique traiter des thèmes adultes comme le clonage, la mort, la religion ou le capitalisme avec de l'humour. Il considère que la BD ne doit pas être infantilisante bien qu'elle s'adresse à des enfants.

## Albums
1. L'Imparfait du futur, 1999  (ISBN 2-205-04921-6)[3]
2. La Réplique inattendue, 2001  (ISBN 2-2050-5062-1)
3. Presque enterrés, 2002  (ISBN 2-2050-5320-5)
4. Un départ précipité, 2003  (ISBN 2-205-05414-7)
5. La Question du père, 2006  (ISBN 2-205-05568-2)
6. Un plan sur la comète, 2011  (ISBN 978-2205-06825-2)

## Synopsis

### L'Imparfait du futur
Jules est un adolescent normal de 12 ans. Il a un petit frère très méchant et égoïste, Roméo, et un cochon d'Inde, Bidule. Un jour, il reçoit une visite de deux savants de l'Agence spatiale mondiale (ASM). Ils proposent à Jules de participer à un voyage dans l'espace à bord d'un vaisseau expérimental dépassant la vitesse de la lumière, pour atteindre l'étoile la plus proche du Soleil : Alpha du Centaure. Jules aurait été sélectionné par des ordinateurs qui se basent sur les livrets scolaires des élèves, ce qui est étrange, car il n'a pas de notes exceptionnelles. Il doit être accompagné par des savants et une autre adolescente, Janet Wilkins, la fille d'une célèbre généticienne. Après le départ, il découvre qu'il a été sous-informé : à cause de la relativité, le voyage durera 8 ans sur Terre et non quelques semaines, comme il le croyait. À leur arrivée, ils découvrent des extraterrestres télépathes. Au moment de rentrer, ils réalisent que le responsable du voyage, le professeur Gredulin, est un savant fou et qu'il a programmé le vaisseau pour lancer une bombe nucléaire sur la planète des extraterrestre d'Alpha du Centaure afin de la coloniser. Cependant, ils réussissent à rentrer vers la Terre et quitter le vaisseau à temps avant l'explosion. De retour chez lui, Jules est étonné d'avoir une grande maison avec piscine : ses parents ont gagné un procès contre l'ASM... Mais une fois arrivé il découvre que son frère a pris 8 ans de plus et le martyrise.

### La Réplique inattendue
Jules est martyrisé par son frère et se fait inviter chez les Wilkins à Londres. Une fois arrivé il découvre que madame Wilkins a cloné Janet. Cette petite fille s'appelle Janis et sa grande sœur a beaucoup de mal à la supporter. Janet dit que ce n'est pas facile non plus pour Janis, qu'elle est une copie d’elle-même grandie et parachutée dans sa vie lui volant sa place de fille unique. Après être arrivé chez les Wilkins, Jules, Janet, Janis et monsieur Wilkins vont visiter Londres. De retour à leur maison, ils découvrent que madame Wilkins a été enlevée par le professeur Gredulin, récemment échappé de l'asile. Grâce à Tim, un extraterrestre télépathe et Salsifi un petit homme vert, ils localisent le professeur Wilkins aux Bahamas. C'est là que se situe la base de Gredulin. Ils découvre que Gredulin a enlevé la professeur afin de fabriquer une machine capable de créer un clone en une heure. Avec l'aide de Tim et Salsifi ils déjouent le plan de Gredulin et détruisent la machine mais ils découvrent alors que celle-ci avait fonctionné un peu avant et créée un deuxième clone de Janet. La famille Wilkins se retrouve alors avec un nouveau membre qu'ils appellent Jane.

### Presque enterrés
Bastien veut inviter Jules et Janet à une expédition spéléologique en compagnie de son ami Hubert. Les parents de Jules préfèrent que leur fils les accompagne à Tahiti, mais la compagnie de voyages fait faillite. Le père de Jules accepte donc de laisser son fils accompagner son ami, mais leur impose de prendre aussi Roméo, espérant que cela aura un effet positif sur le caractère du garçon. Mais dès le début de l'expédition, les ennuis commencent. Un éboulement sépare Hubert du reste du groupe. Le spéléologue finit par être secouru, mais son père - le nouveau maire du village - semble réticent à chercher les autres, jusqu'à l'arrivée du père de Jules, qui n'hésite pas à le blesser au harpon pour le forcer à agir. Pendant ce temps, Bastien, Jules, Janet, Roméo et Bidule vivent plusieurs aventures, croisant un paléontologue perdu, échappant à une inondation, puis découvrant des fresques préhistoriques, mais surtout un dépôt sauvage de déchets dangereux, installé avec la complicité du maire corrompu. Les naufragés du sous-sol sont finalement secourus, mais Roméo et son père font une chute dans une mare d'eau radioactive et doivent faire un séjour à l’hôpital. Finalement, le maire n'est pas puni car il a fait bénéficier ses administrés de l'argent des entreprises incriminées, le paléontologue est nommé conservateur des fresques découvertes et les déchets trouvent un emplacement plus approprié... dans un lac en Russie. 

### Un départ précipité
À son retour du collège, Jules cherche son cochon d'Inde qui a été remplacée par un autre. Un vétérinaire décide de le garder pour savoir ce qu'il a. Le lendemain, il eut son verdict : Bidule a un cancer. Il fugue alors à Londres rejoindre Mme Wilkins, dans l’espoir d’une guérison. Son père, toujours sous l’effet d’un traitement médical consécutif à son aventure précédente, part le rechercher. Mais Jules, profitant du manque de lucidité de ce dernier, décide l’aller en Écosse, chez le professeur Bennet, pour demander conseil à Tim et Salsifi. Les extra-terrestres amènent donc Jules, toujours accompagné de son père, sur Titan, le satellite de Saturne, où ils retrouvent un ami extraterrestre et une exobiologiste en lune de miel. Ceux-ci essayent de convaincre Jules que la mort fait partie de la vie, sans succès, mais lui donnent néanmoins des pilules contre le cancer. Toutefois, sur le voyage du retour, une fausse manipulation les fait dériver à une demi-année lumière de là. Le temps de rentrer, il s’est donc de nouveau écoulé un an sur la Terre. Après un atterrissage en Écosse, Jules retrouve la famille Wilkins, et Janis lui donne un clone de Bidule (on devine que l’original est mort). Il prend peur en découvrant que Janet a bien grandi, mais celle-ci arrive à le rassurer. Le père de Jules absorbe par inadvertance les pilules extra-terrestres, ce qui achèvera de le guérir, au grand désespoir de Jules. 

### La Question du père
Après avoir séché le cours de sport avec son ami Joris, Jules se voit recevoir une sanction qui est en fait une semaine de stage de voile sur la côte bretonne. Le père Antoine qui est censé les recevoir est plus excentrique que prévu, et ils font également la connaissance de Marie, une jeune fille inscrite au stage de voile.
Avant de partir en mer, ces derniers font la connaissance du père Loïc, un vieux loup de mer, qui les avertit à propos de la météo mais le père Antoine ne le prend pas au sérieux... C’est ainsi que toute la troupe part sur un voilier appelé le Jonas II. Une fois en mer, les passagers doivent suivre différentes manœuvres, afin de hisser les voiles et d’atteindre une vitesse optimale. Mais il s’avère que le Père Antoine n’est pas très pédagogue avec les enfants, si bien qu’il s'énerve à cause de leurs moindres faits et gestes. De surcroît, il emploie un véritable vocabulaire marin sans en avoir expliqué les bases à Jules, Marie et Joris ce qui ne fait qu’empirer la situation. Puis, après une bonne heure de navigation le ciel se couvre de gros nuages noirs chargés d’orage. Tandis que le vent se fait plus important et que le père Antoine tente une manœuvre de demi-tour, celui-ci se heurte violemment le crâne à la bôme du bateau et perd connaissance. Les enfants sont alors livrés à eux-mêmes au milieu d’une mer déchaînée. En outre la foudre tombe sur le mât, provoquant sa rupture et celle de ses voiles. Jules, Marie et Joris sont donc obligés de se calfeutrer à l’intérieur de la cabine en compagnie de leur moniteur, qui vient de reprendre connaissance. À ce moment-là se brise la coque, ce qui n’arrange rien... Tout semble perdu lorsque Marie a une idée brillante : utiliser la fusée de détresse. Après plusieurs essais non concluants, la fusée est enfin lancée, donnant au ciel un aspect rougeâtre. Or, sa couleur change et devient verdâtre en raison de l'arrivée d’une soucoupe volante appartenant aux amis extra-terrestres de Jules. Ceux-ci sont accompagnés de Janet, sa petite copine. Quittant ainsi le voilier démembré et désagrégé dans lequel ils se trouvaient pour monter dans la soucoupe, Jules, Joris, Marie et le moniteur se dirigent vers une île déserte où le véhicule volant doit faire escale à cause de la surcharge provoquée par le nombre de personnes présentes à bord. Plusieurs heures plus tard, la soucoupe peut enfin repartir et ramener ses occupants sur la terre ferme. Les liens unissant Janet et Jules ainsi que Joris et Marie n’en seront que renforcés avec cette aventure. Quant au père Antoine, il a abandonné l'église catholique pour fonder une secte ufologique.
Parallèlement, le père de Jules a blessé Roméo au derrière en voulant se mettre à la chasse. Pour le soigner, il envoie des échantillons de sa peau à Mme Wilkins pour qu'elle puisse faire de la culture de cellules. Jules en profite pour demander à la mère de son amie un test de paternité, car il doute d'être le fils de cet homme. Après son retour, le garçon apprend de Janet qu'il est bien le fils de son père, mais que celui-ci n'est pas celui de Roméo.

### Un plan sur la comète
Ce sixième tome débute lorsque Jules, Joris et leur classe se trouvent au musée en compagnie de leur professeur de sciences pour étudier la vie et ses différentes espèces. Alors qu’ils débattent à propos de l'évolution des espèces, un squelette de ptéranodon jusqu'à présent accroché au plafond tombe brusquement et s'écrase à même le sol. Ulcéré par l’entretien médiocre et l’insécurité que le personnel du musée apporte à ses trésors archéologiques, le professeur quitte le bâtiment et ordonne aux élèves de rentrer chez eux. Lorsqu’il arrive chez lui, Jules constate que ses parents, avachis dans de gros fauteuils disposés dos à dos, regardent chacun une télévision, casques posés sur les oreilles. C’est à la suite d’une dispute que ces derniers ont opté pour ces aménagements... Jules les jauge d’un regard lourd de reproches et fonce dans sa chambre. C’est alors qu’il reçoit un appel de Janet, sa petite amie, sur son ordinateur. Celle-ci lui explique qu’elle souhaiterait lui rendre visite. Fou de joie, Jules descend les escaliers quatre à quatre et en demande la permission à ses parents. Après les avoir tous deux interpellés, Jules constate avec dépit que ses parents regardent le même programme télé sans même le savoir. Celui-ci est consacré à M. Pipard, un homme d’affaires influent, propriétaire de plusieurs multinationales qui déclare vouloir abréger le Traité de l’Antarctique afin d’en exploiter les ressources. Jules estime que cet homme est très stupide mais ses parents ne sont pas du même avis... Quelques jours plus tard, alors que Janet passe la nuit chez Jules, ce dernier dort profondément lorsque Tim et Salsifi leurs amis extraterrestres frappent à la fenêtre. Sans en expliquer explicitement les raisons, les extraterrestres embarquent Jules et Janet à bord de leur soucoupe volante stationnée dans le jardin pour partir en direction de la Lune. Malheureusement pour eux, Roméo est parvenu à les prendre la main dans le sac et Tim a été contraint d’utiliser son pistolet paralysant afin d’éviter tout dégât collatéral. Ce chemin faisant, Tim et Salsifi leur explique enfin le motif de leur venue : une comète percutera la Terre d’ici quelques années. La soucoupe se pose enfin sur une base, dissimulée par un cratère lunaire, où les attendent de hauts responsables extraterrestres afin de défendre leur cause et de les convaincre de faire quelque chose pour les aider. Encore sous le choc, les enfants font pourtant preuve de bravoure devant l'assemblée qui s'était formée devant eux et parviennent à un accord : ils acceptent de les libère du sort funeste qui lui est réservé à condition qu’ils dissuadent Pipard, l’homme d’affaires, de poursuivre son projet en Antarctique. De retour sur Terre, plus précisément aux Bahamas, Tim, Salsifi, Jules et Janet localisent Pipard, qui, d'après le détecteur de la soucoupe, se  trouve en pleine mer sur son yacht. Redoublant d’ingéniosité, ils changent la couleur verte de la soucoupe pour que l’on puisse la confondre à un canot de sauvetage perdu en mer. Par chance, ils réussissent à s’introduire dans le bateau mais il s'avère que ce n’est pas celui de Pipard... Ils parviennent enfin à trouver le yacht de Pipard, non loin de là. Arrivés à son bord, ils sont interpellés par deux femmes leur proposant de se déguiser pour faire la fête sur le pont. Jules et Janet acceptent sans se faire prier puisque ces déguisements leur permettent de se balader à leur aise à bord. Ils apportent également des costumes à Tim et Salsifi afin qu’ils puissent suivre leur entrevue avec Pipard. Leur première entrevue avec l’homme d’affaires s’avère inutile car il paraît insensible à leurs arguments. Inutile, mis à part le fait qu’ils apprennent que la mère de Jules a entretenu une étroite relation avec Pipard dans sa jeunesse. Les jeunes comprennent qu’il faut se servir de cet élément pour être plus convaincants et de ce fait, retournent sur la base lunaire pour métamorphoser Jules en sa mère grâce à une machine spéciale... Cette fois, Pipard est séduit par « la mère de Jules » et au prix de quelques aveux tels que Roméo qui est en réalité son propre fils, il raisonne différemment tellement le choc est important. Il abandonne par ailleurs l’Antarctique. Fort de ce constat, les extraterrestres du conseil acceptent de dévier la comète, et la Terre est sauvée. Malheureusement, ce n'est pas le cas de l'Antarctique : un concurrent de Pipard veut exploiter ses ressources en uranium.

## Personnages
- Jules : Jules est le héros de la série. Il est châtain, a environ douze ans et est plutôt bon élève. Il habite dans une villa située en France. Il a un frère, Roméo, et son meilleur ami s'appelle Joris.
- Roméo : Roméo est le demi-frère de Jules, né d'une relation entre la mère de Jules et Picard, un milliardaire. Il est cruel, sanguinaire et stupide (comme le dit Tim, s'il hérite de la fortune de son père, on peut dire adieu à la Terre).
- Bidule : Bidule est le cochon d'Inde de Jules. En réalité, c’est un clone de l'original à partir du tome 4, créé et rendu « immortel » par Mme Wilkins.
- Les parents de Jules : Les parents de Jules ne se rendent pas compte (ou inconsciemment, voir tome 4) que leur fils vit d'incroyables aventures.
- Janet : Janet Wilkins est la petite amie de Jules. Ils se rencontrent lors d'un voyage sur Alpha du Centaure. Elle vit à Londres avec ses parents qui sont tous deux des chercheurs réputés. Puis, à partir du tome 2, elle a deux petites sœurs, Janis et Jane.
- Janis : Janis Wilkins est la petite sœur (clonée) de Janet. Elle ne lui ressemble pas du tout sur le plan du caractère.
- Jane : Jane Wilkins est la petite sœur de Janet et Janis ; c'est le deuxième clone de Janet.
- M. et Mme Wilkins : Ce sont les parents de Janet, Janis et Jane. Ils sont généticiens. C'est Madame Wilkins qui a cloné sa fille la première fois.
- Tim : Tim est un extraterrestre qui habite sur l’une des planètes constituant la constellation d’Alpha du Centaure. Sa peau est de couleur blanchâtre et ses yeux sont verts. Il ne possède pas de bouche, ce qui ne le gène pas pour parler car il est télépathe. Il est l'un des personnages les plus sensés de toute la série (avec Jules et Janet). Il accompagne les deux personnages principaux dans presque tous les albums.
- Salsifi : Salsifi est un extraterrestre vert, ami de Tim. Son vrai nom est Arrikauschicorérav ; la complexité de ce nom a poussé son entourage à l'interpeller par ce sobriquet.
- Professeur Gredulin : Gredulin est un savant faisant partie de l’agence Mondiale Spatiale qui est à l’origine du projet de voyage sur Alpha du Centaure dans le tome 1 « L’imparfait du futur ». Par la suite, il sera incarcéré dans un asile pour savants fous. Il a également créé le deuxième clone de Janet appelé Jane dans « La réplique inattendue ».
- Professeur Zemenski : Le professeur Zemenski fait partie avec Gredulin de l’ASM, l’Agence Spatiale Mondiale, qui a financé le voyage jusqu’à Alpha du Centaure (voir tome 1). Il inspire la confiance et la bienveillance chez Jules peu avant son départ. Quelque peu secoué par le voyage, il décide de se reconvertir dans l'élevage de porcs. Mais il n'a pas abandonné la recherche pour autant : ses travaux sur la compatibilité du génome du porc et de l'humain lui permettront d'aider Mme Wilkins à créer de la peau pour réparer les fesses de Roméo après un accident.
- Colonel Takanaka : Fu Takanaka est le pilote du vaisseau Startorche, confectionné par le professeur Bennet et qui a permis de voyager à la vitesse de la lumière jusqu’à la constellation d’Alpha du Centaure (voir tome 1). Durant le voyage, Takanaka perd ses moyens et enclenche une bombe dont seuls lui et Gredulin connaissaient l’existence. Par la suite, il sera cryogénisé pour éviter toute complication mais son corps gelé tombera malencontreusement à même le sol, s’éparpillant en centaines de morceaux. Le professeur Gredulin le reconstituera lorsqu’il sera à l’asile (voir tome 2).
- Professeur Bennet : Le professeur William Bennet est l'homme qui a inventé le moteur pour voyager à la vitesse de la lumière (voir « L'imparfait du futur »). Il se retirera à partir du tome 2 dans une ferme en Écosse pour cultiver des poivrons, convaincu de leur potentiel après un échange avec Tim l'extraterrestre, lequel lui rendra fréquemment visite.
- Professeur Kovac : Le professeur Edvard Kovac est un scientifique qui a participé et contribué au projet du voyage jusqu’à Alpha du Centaure avec le professeur Bennet (voir tome 1).
- Docteur Van Houten : Cécilia Van Houten est exobiologiste. Elle a elle aussi participé à la mission d’Alpha du Centaure. Lorsque l’équipage du Startorche a visité la planète de Proxima du Centaure, elle est tombée sous le charme de Tek, un extraterrestre de la même espèce que Tim, qu’elle avait déjà aperçu sur Terre quand elle était plus jeune. Dans le tome 4 « Un départ précipité », Cécilia se trouve en voyage de noces avec Tek sur Titan le plus gros satellite de Saturne, à bord du « vaisseau mère » de sa planète.
- Bastien : Bastien était le meilleur ami de Jules avant que ce dernier ne fasse son voyage dans l’espace jusqu'à Alpha du Centaure durant sept années consécutives mais il reste toutefois l’un de ses meilleurs amis malgré l'âge les séparant. On apprend dans le tome 3 qu'il est devenu spéléologue.
- Hubert : Hubert est un spéléologue peu bavard qui s'est lié d'amitié avec Bastien après que celui-ci soit tombé malade à cause de l'incompétence du médecin du village, qui était par ailleurs le père d'Hubert. Il s'avère que ce médecin a également provoqué la mort de sa femme et de son fils (le frère d'Hubert) en voulant les accoucher. À la suite de ce drame, Hubert est brouillé avec lui et s'est pris de passion pour le sous-sol, ce qui est - selon Janet - un "cliché œdipien du retour à la mère nourricière". Il semble qu'il soit à l'origine de la vocation de Bastien. Il n'apparaît que dans le tome 3.
- Joris : Joris est le meilleur ami de Jules. Il l’accompagne par ailleurs tout au long du cinquième album. Ils se sont rencontrés au collège de la ville où ils vivent.